# Valmacca
Valmacca (piemontiul: Varmaca) település Olaszországban, Piemont régióban, Alessandria megyében. Lakosainak száma 969 fő (2023. január 1.). Valmacca Bozzole, Breme, Frassineto Po, Pomaro Monferrato, Sartirana Lomellina és Ticineto községekkel határos.

## Népesség
A település lakossága az elmúlt években az alábbi módon változott:
| Lakosok száma | 1014 | 1018 | 969  |
|               | 2017 | 2018 | 2023 |